# Qatar Airways
A Qatar Airways Katar állam légitársasága, központja Dohában található. A folyamatosan terjeszkedő nemzetközi légitársaság több mint 120 célállomása (beleértve a teherszállítást) Európa, Afrika, Közép- és Dél-Ázsia, Észak- és Dél-Amerika, Közel- és Távol-Kelet számos pontján megtalálható. Flottája 2013 augusztusában 118 repülőgépet tartalmaz.
Alkalmazottjainak száma meghaladja a 150 000-et, ami kb. 100 különböző nemzet állampolgáraiból tevődik össze. Ezen kívül 5000-en dolgoznak a légitársaság leányvállalatainál.
A Skytrax légiközlekedési iparág szolgáltatási színvonalát vizsgáló szervezet a Qatart ötcsillagos légitársaságnak ítélte, valamint a Qatar légiszemélyzete is elnyerte a Best in the Middle East címet („Közel-Keleten a legjobb”). A Skytrax felmérése szerint 2011 után 2012-ben is világ legjobb légitársasága volt.
A Qatar Airways 2013 októberében csatlakozott a Oneworld légiszövetségbe.

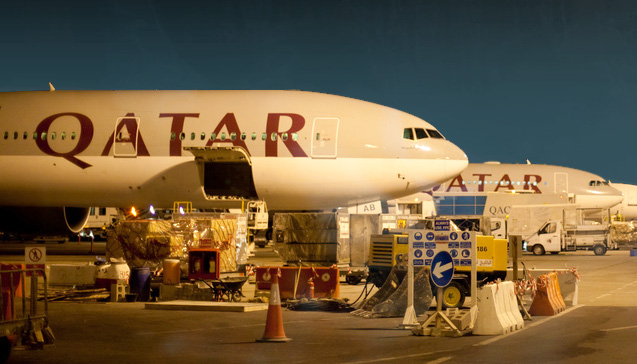
Qatar Airways Boeing 777-300ER a Doha nemzetközi repülőtéren

## Története
A Qatar Airways leányvállalatot 1993. november 22-én alapították. Működését 1994. január 20-án kezdte meg a Kuwait Airways légitársaságtól bérelt Boeing 767–200ER gépein. A légitársaság eredetileg Katar Állam királyi család privát tagjainak tulajdonát képezte. 1997-ben új menedzser csapat irányítása alatt indították újra. Jelenleg 50% állami kézben, a másik fele pedig magánbefektetőké.
1997. március 24-én vette birtokba az első Airbus A300-600 repülőgépet. 1999. február elsején érkezett az első új lízingelt Airbus A320 repülőgép. 2002 májusában a katari kormány kiszállt a Gulf Air légitársaságból, ami számos repülési jogot nyitott meg az országokkal. Ebben az időben a gyorsan növekedő légitársaságnak 21 repülőgépe volt.
2003. május 10-én vette birtokba az első Airbus A330-200 repülőgépet. 2004. január 11-én a dubaji légibemutatón bejelentette megrendelését Airbus A380 és A340-600 repülőgépekre. Az első A340-es repülőgépet 2006. szeptember 8-án kapták meg.
2007. június 18-án a légitársaság az Airbus A350 első megrendelője lett amikor a párizsi légibemutatón bejelentették 80 darabos megrendelésüket, több mint 16 milliárd dollár összegben.
2007. június 27-én indította első járatát New Yorkba. 2007. november 11-én a légitársaság bejelentette megrendelését 60 db Boeing 787-8 Dreamliner, illetve 32 db Boeing 777-re, amelyből az első november 29-én meg is érkezett.
2009. február 3-án vették birtokba az első Boeing 777-200LR típusú repülőgépet, június 15-én 20 darab A320 és 4 darab A321 repülőgép vásárlását jelentették be, aminek összértéke 1,9 milliárd dollár.
2010-ben 9 új célállomással (Ankara, Bengaluru, Barcelona, Buenos Aires, Koppenhága, Hanoi, Nizza, Phuket, São Paulo és Tokió) bővítette a meglévőket, és 2011 áprilisáig ezek számát 100-ra bővítette Aleppó, Bukarest, Budapest, Brüsszel és Stuttgart leszállási pontok bevonásával.

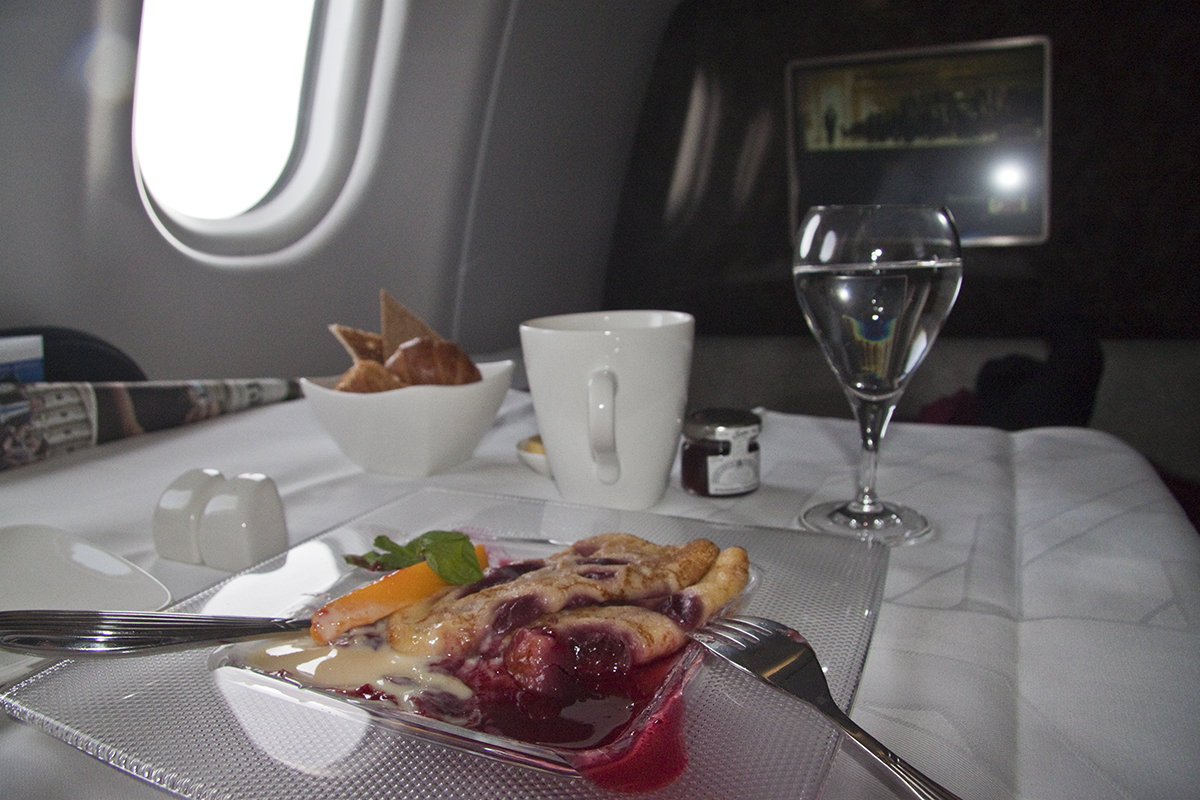
Étkezés a fedélzeten (első osztály)

2011. június 22-én a Qatar Airways elnyerte a Világ Legjobb Légitársasága 2011-ben díjat, melyet a párizsi légiszalonon vehettek át.
2011 novemberében a dubai légiszalonon a légitársaság megrendelést adott le 55 repülőre: 50 db A320neo-ra és 5 db A380-as típusra.
2012. január 27-én a Qatar Airways felhagyott a Spainair spanyol légifuvarozó felvásárlásáról szóló tervével, mely aznap a légitársaság csődjét jelentette.
2012 októberében új célállomást jelentettek be Phnompen-be, Kambodzsa fővárosába.
2012. október 8-án a Qatar Airways meghívást kapott a Oneworld légiszövetségbe.
2012. december 13-án a légitársaság elindította a Boeing 787-es üzemeltetését Dohából a London Heathrow repülőtérre.
2013 februárjában elindította az európai ügyfélszolgálatát, ami Wrocław-ban található.
2017 szeptember 1-jén bejelentették, hogy a Qatar Airways megvásárolta az AQA Holding 49% -át, és így a Meridiana új részvényesei lett a Qatar Airways.
2020 márciusában a covid-19 járvány nehéz helyzetbe hozta a légitársaságot. Világszerte több száz járatot kellett törölnie.
2020 májusában a vállalat úgy döntött, hogy megjutalmazza az egészségügyi szakembereket a világ minden tájáról a Covid-19 elleni küzdelemért. Egy héten 100 000 ingyenes jegyet osztott ki az egészségügyi szakemberek számára világszerte.

## Flotta
| Típus                      | Szolgálatban | Rendelés | Opciók | Utasok    | Utasok    | Utasok    | Utasok    | Megjegyzés                                                   |
| Típus                      | Szolgálatban | Rendelés | Opciók | F         | J         | Y         | Összes    | Megjegyzés                                                   |
| -------------------------- | ------------ | -------- | ------ | --------- | --------- | --------- | --------- | ------------------------------------------------------------ |
| Airbus A320-200            | 28           | —        | —      | —         | 12        | 120       | 132       | Kivonják a szolgálatból és Airbus A321neókkal helyettesítik. |
| Airbus A320-200            | 28           | —        | —      | —         | 12        | 132       | 144       | Kivonják a szolgálatból és Airbus A321neókkal helyettesítik. |
| Airbus A321neo             | —            | 50       | —      | TBA       | TBA       | TBA       | TBA       | Szállítás 2026-tól Airbus A320-200-asok leváltására.         |
| Airbus A330-200            | 3            | —        | —      | 12        | 24        | 192       | 228       | Több mint 20 repülőgép átalakítása teherszállító változattá. |
| Airbus A330-200            | 3            | —        | —      | —         | 24        | 236       | 260       | Több mint 20 repülőgép átalakítása teherszállító változattá. |
| Airbus A330-200            | 3            | —        | —      | —         | 24        | 248       | 272       | Több mint 20 repülőgép átalakítása teherszállító változattá. |
| Airbus A330-300            | 7            | —        | —      | 12        | 18        | 200       | 230       | Több mint 20 repülőgép átalakítása teherszállító változattá. |
| Airbus A330-300            | 7            | —        | —      | 12        | 24        | 217       | 253       | Több mint 20 repülőgép átalakítása teherszállító változattá. |
| Airbus A330-300            | 7            | —        | —      | —         | 30        | 275       | 305       | Több mint 20 repülőgép átalakítása teherszállító változattá. |
| Airbus A350-900            | 34           |          | —      | 314 (TBC) | 314 (TBC) | 314 (TBC) | 314 (TBC) |                                                              |
| Airbus A350-1000           | 24           | 18       | —      | 350 (TBC) | 350 (TBC) | 350 (TBC) | 350 (TBC) | Szállítás 2018 februárjától                                  |
| Airbus A380-800            | 8            | –        | –      | 8         | 48        | 461       | 517       |                                                              |
| Boeing 737 MAX 8           | 9            | –        | –      | –         | 8         | 168       | 176       |                                                              |
| Boeing 737 MAX 10          | –            | 25       | 25     | TBA       | TBA       | TBA       | TBA       |                                                              |
| Boeing 777-200LR           | 7            | —        | —      | —         | 42        | 230       | 272       |                                                              |
| Boeing 777-200LR           | 7            | —        | —      | —         | 42        | 234       | 276       |                                                              |
| Boeing 777-300ER           | 57           | –        | –      | —         | 42        | 312       | 35        |                                                              |
| Boeing 777-300ER           | 57           | –        | –      | –         | 42        | 316       | 358       |                                                              |
| Boeing 777-300ER           | 57           | –        | –      | –         | 24        | 388       | 412       |                                                              |
| Boeing 777-300ER           | 57           | –        | –      | 37        | 302       | 339       |           |                                                              |
| Boeing 777-300ER           | 57           | –        | –      | 6         | 53        | 237       | 296       |                                                              |
| Boeing 777–9               | –            | 60       | 50     | TBA       | TBA       | TBA       | TBA       | Kiszállítás 2025-től.                                        |
| Boeing 787–8               | 30           | 30       | –      | —         | 22        | 232       | 254       |                                                              |
| Boeing 787–9               | 19           | 11       | –      | –         | 30        | 281       | 311       |                                                              |
| Qatar Airways kargó flotta |              |          |        |           |           |           |           |                                                              |
| Boeing 777F                | 28           | –        | —      | N/A       | N/A       | N/A       | N/A       |                                                              |
| Boeing 777–8F              | –            | 34       | 16     | N/A       | N/A       | N/A       | N/A       |                                                              |
| Összesen                   | 254          | 198      | 91     |           |           |           |           |                                                              |

## Mobil alkalmazás
A Qatar Airways 2013 augusztusában elindította új szolgáltatását - megjelent a Qatar Airways mobil alkalmazás Android, iPhone és Blackberry készülékekre, mely az utasok kényelmét biztosítja.

## Codeshare partnerek

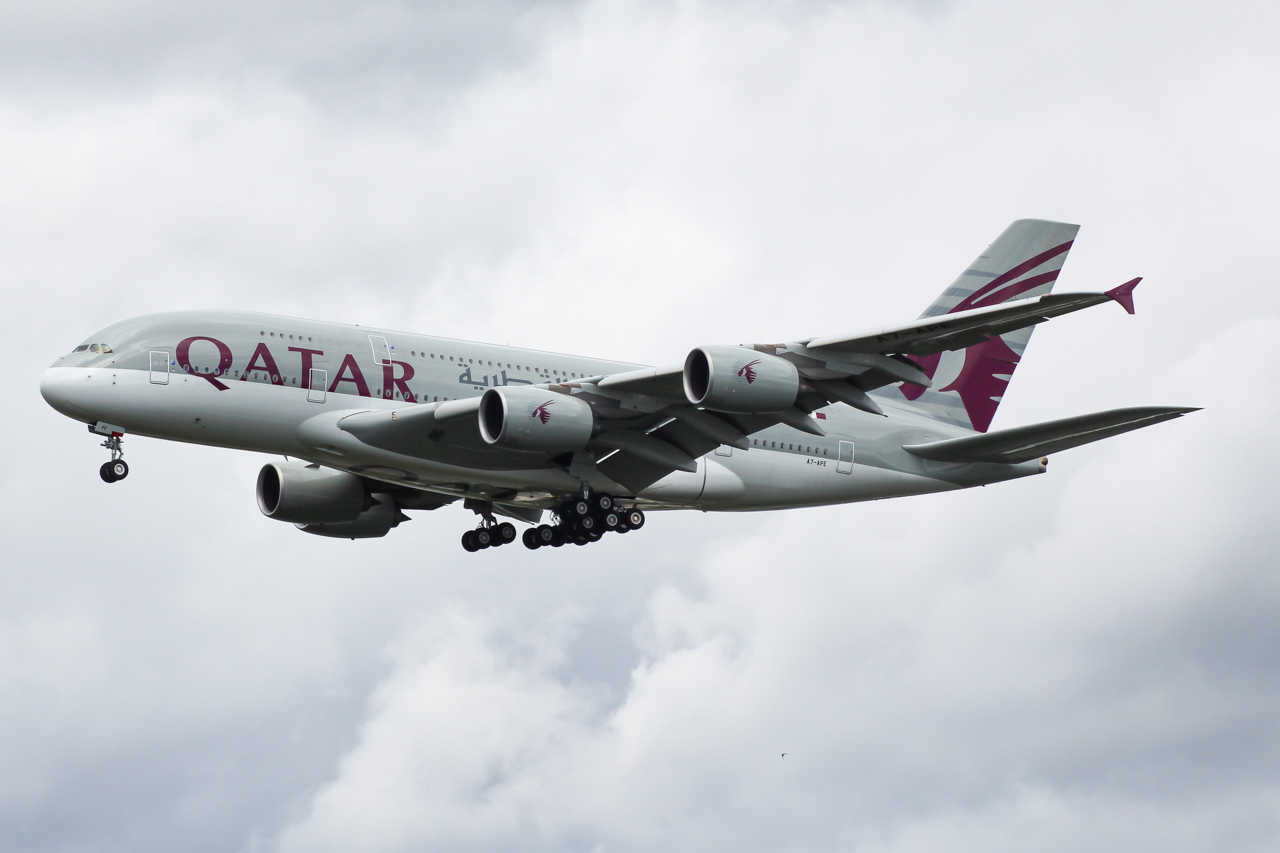
A Qatar egyik A380-asa leszállás közben a London-Heathrow-i repülőtéren

A Qatar Airways-nek a következő légitársaságokkal és vonattársaságokkal van code-share megállapodása:
| - All Nippon Airways (Star Alliance) - American Airlines (Oneworld) - Asiana Airlines (Star Alliance) - Azerbaijan Airlines - Bangkok Airways - Gol Airlines | - JetBlue Airways - Malaysia Airlines (Oneworld) - Middle East Airlines (SkyTeam) - Oman Air - SNCF (vasúttársaság) |

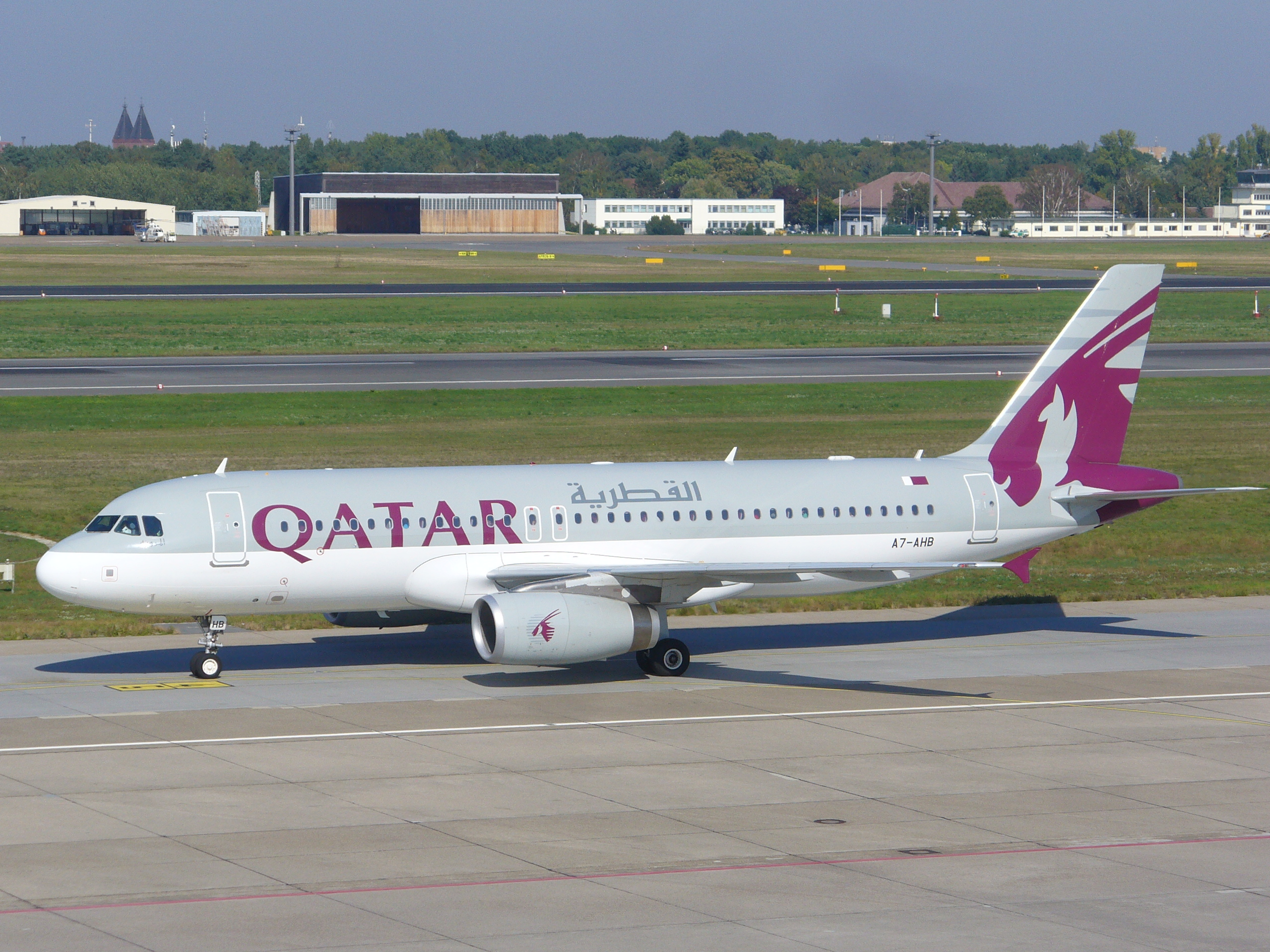
Qatar Airways Airbus A320-200 a Berlin-Tegel reptéren gurulás közben

## Balesetek
- 2010. október 23-án a Manilából Dohába tartó QR645 számú járat parancsnok pilótája szívrohamot kapott. A másodpilóta vette át a gép irányítását és Kuala Lumpurban kényszerleszállást hajtott végre. A pilóta indiai származású volt. A jegyzőkönyv szerint minden utas sértetlen állapotban érkezett a célállomásra.
- 2007. április 19-én egy Airbus A300-600R gépet az Abu-Dzabi nemzetközi repülőtéren történt hangártűz miatt kivontak a forgalomból.
- 2006. június 1-jén Dohából Sanghajba tartó járata kényszerleszállást hajtott végre Sanghaj-Putungi nemzetközi repülőtéren a mindkét sugárhajtóműben történt lángkimaradás miatt.

## Fordítás
- Ez a szócikk részben vagy egészben  a   Qatar Airways című angol Wikipédia-szócikk fordításán alapul.  Az eredeti cikk szerkesztőit annak laptörténete sorolja fel. Ez a jelzés csupán a megfogalmazás eredetét és a szerzői jogokat jelzi, nem szolgál a cikkben szereplő információk forrásmegjelöléseként.

## Kapcsolódó szócikk
- Dohai nemzetközi repülőtér